# High Hopes (chanson de Pink Floyd)
Pour les articles homonymes, voir High Hopes.
Pistes de The Division Bell
Lost for Words
High Hopes est une chanson du groupe de rock progressif britannique Pink Floyd. Elle apparaît à la fin de l'album The Division Bell, en 1994 et en version écourtée sur l'album compilation Echoes: The Best of Pink Floyd en 2001. Elle a été jouée dans tous les concerts de la tournée du disque.

## Genèse
Cette chanson est réputée pour son solo qui a été joué par David Gilmour avec une guitare à table (guitare slide lap-steel) qui dure deux minutes et dix secondes.
C'est la première chanson de The Division Bell à avoir été écrite et la dernière à avoir été terminée.

## Paroles
Le dernier vers de la chanson, « The Endless River, Forever And Ever », a inspiré le titre du dernier album sorti en 2014, The Endless River.
La chanson commence et se termine par un son de cloche, symbolisant « The Division Bell » (la cloche de la division), titre de l'album. Il peut faire référence aussi au son de cloche au début de Fat Old Sun.
Tout à la fin de High Hopes, sous la forme d'un morceau caché, figure un bruit de voix : ce sont celles de Steve O'Rourke et Charlie, le beau-fils de David Gilmour. Steve O'Rourke appelle Charlie, lui dit bonjour, puis « raccroche », car la conversation semble se faire au téléphone. Il dit alors « Great... », et la chanson se termine.

## Reprises
Le titre a été repris par le groupe Nightwish notamment dans la compilation Highest Hopes (2005) faisant directement référence à l'œuvre de Pink Floyd et également par le groupe allemand Gregorian sur leur album Masters of Chant Chapter IV (2003) dans un style grégorien. Le groupe Skáld reprendra la chanson dans son album Le Chant des Vikings (Alfar Fagrahvél Edition) paru en 2019.